# Società Sportiva Vittoria
La Società Sportiva Vittoria è stata una società calcistica italiana con sede nella città di Roma. 

## Storia
Fondata nel 1908 da studenti monticiani e di San Giovanni, nel luglio del 1922 si fuse con la Tiberis Roma dando vita all'Unione Sportiva Tiberis e Vittoria (U.S.T.E V.).
Successivamente alcuni soci dissidenti decisero di rifondare la società, arrivando nel 1926 in Seconda Divisione.

## La squadra omonima degli anni duemiladieci
Nel 2017 dei ragazzi di Roma San Giovanni hanno creato una società omonima, iscrivendola ai campionati regionali della Lega Nazionale Dilettanti. Seppure la volontà sia quella di far rivivere "moralmente" la vecchia compagine capitolina, ad una così grossa distanza di tempo dallo scioglimento del sodalizio originario e nella totale assenza di qualsivoglia continuità giuridica, il club attuale non può essere considerato erede ufficiale di quello storico.